# Ernő Lányi
Ernest (Ernő) Lányi (Budimpešta, 19. srpnja 1861. – Subotica, 13. ožujka 1923.) je bio učitelj, dirigent i poznati skladatelj. Rodom je bio iz obitelji mađarskih Židova.
Bio je upraviteljem Glazbene škole u Subotici.
Osnovao je Subotičku filharmoniju a velike zasluge osnivanju pripadaju i Đuri Arnoldu. Lányi je bio stalnim dirigentom od prvog koncerta Subotičke filharmonije 12. veljače 1908. godine. Njegovom smrću 1923. rad filharmonije zastao je skoro cijelo desetljeće.